# جام لیبرتادورس
کونمبول لیبرتادورس (به اسپانیایی: Copa Libertadores de América)، یک تورنمنت بین‌المللی فوتبال سالانه است که کونمبول از سال ۱۹۶۰ برگزار می‌کند.
در سال ۲۰۲۳ تیم فلومیننزه توانست برای اولین بار قهرمان این تورنمنت شود و به جام باشگاه‌های جهان ۲۰۲۳ صعود کند.
این مسابقات بعد از لیگ قهرمانان اروپا مهم‌ترین جام باشگاهی در سطح قاره‌ها می‌باشد.
قهرمان این مسابقات به جام جهانی باشگاه‌ها و جام بین قاره‌ای فیفا صعود می‌کند.
لیبرتادورس معتبرترین مسابقات باشگاهی در منطقه آمریکای جنوبی و یکی از پربیننده‌ترین رویدادهای ورزشی دنیا است که در ۱۳۵ کشور دنیا علاقه‌مندانی دارد. تیم‌های مکزیکی هم از سال ۱۹۹۸ به این‌سو به این مسابقات دعوت می‌شوند.
لیبرتادورس (Libertadores) در اسپانیایی و پرتغالی به معنای آزادگران است و در اصطلاح به رهبران جنگ‌های استقلال آمریکای لاتین گفته می‌شود. نام این رویداد ورزشی برای تجلیل از یاد آن‌ها انتخاب شده‌است.

## آمار مسابقات

### رده‌بندی تیم‌ها براساس افتخارات کسب شده (قهرمان و نایب قهرمان)
| رده‌بندی تیم‌ها براساس عملکرد در فینال جام لیبرتادورس |        |            |                                          |                                   |
| تیم                                                 | قهرمان | نایب‌قهرمان | فصل قهرمانی                              | فصل دوم شدن                       |
| ایندپندینته                                         | ۷      | ۰          | 1964, 1965, 1972, 1973, 1974, 1975, ۱۹۸۴ | —                                 |
| بوکا جونیورز                                        | ۶      | ۶          | 1977, 1978, 2000, 2001, 2003, 2007       | 1963, 1979, 2004, 2012, ۲۰۱۸,۲۰۲۳ |
| پنیارول                                             | ۵      | ۵          | 1960, 1961, 1966, 1982, 1987             | 1962, 1965, 1970, 1983, ۲۰۱۱      |
| ریور پلاته                                          | ۴      | ۳          | 1986, 1996, 2015, 2018                   | 1966, ۱۹۷۶، ۲۰۱۹                  |
| استودیانتس                                          | ۴      | ۱          | 1968, 1969, 1970, 2009                   | ۱۹۷۱                              |
| الیمپیا                                             | ۳      | ۴          | 1979, 1990, 2002                         | 1960, 1989, 1991, ۲۰۱۳            |
| ناسیونال                                            | ۳      | ۳          | 1971, 1980, 1988                         | 1964, 1967, ۱۹۶۹                  |
| سائو پائولو                                         | ۳      | ۳          | 1992, 1993, 2005                         | 1974, 1994, ۲۰۰۶                  |
| پالمیراس                                            | ۳      | ۳          | ۲۰۲۱٬۱۹۹۹، ۲۰۲۰                          | 1961, 1968, ۲۰۰۰                  |
| گرمیو                                               | ۳      | ۲          | 1983, 1995, 2017                         | 1984, ۲۰۰۷                        |
| سانتوس                                              | ۳      | ۲          | 1962, 1963, ۲۰۱۱                         | ۲۰۰۳، ۲۰۲۰                        |
| فلامینگو                                            | ۳      | ۱          | ۲۰۲۲٬۲۰۱۹٬۱۹۸۱                           | ۲۰۲۱                              |
| کروزیرو                                             | ۲      | ۲          | 1976, 1997                               | 1977, ۲۰۰۹                        |
| اینترناسیونال                                       | ۲      | ۱          | 2006, 2010                               | ۱۹۸۰                              |
| اتلتیکو ناسیونال                                    | ۲      | ۱          | 1989, 2016                               | ۱۹۹۵                              |
| کولو-کولو                                           | ۱      | ۱          | 1991                                     | ۱۹۷۳                              |
| فلومیننزه                                           | ۱      | ۱          | 2023                                     | 2008                              |
| اتلتیکو مینیرو                                      | ۱      | ۱          | ۲۰۱۳                                     | ۲۰۲۴                              |
| راسینگ                                              | ۱      | ۰          | ۱۹۶۷                                     | —                                 |
| آرژانتینوس جونیورز                                  | ۱      | ۰          | ۱۹۸۵                                     | —                                 |
| ولز سارسفیلد                                        | ۱      | ۰          | ۱۹۹۴                                     | —                                 |
| واسکو دوگاما                                        | ۱      | ۰          | ۱۹۹۸                                     | —                                 |
| اونس کالداس                                         | ۱      | ۰          | ۲۰۰۴                                     | —                                 |
| ال‌دی‌یو کیتو                                         | ۱      | ۰          | ۲۰۰۸                                     | —                                 |
| کورینتیانس                                          | ۱      | ۰          | ۲۰۱۲                                     | —                                 |
| سن لورنسو                                           | ۱      | ۰          | ۲۰۱۴                                     | —                                 |
| بوتافوگو                                            | ۱      | ۰          | ۲۰۲۴                                     | —                                 |

### عملکرد براساس کشورها
| کشور     | قهرمانی | نایب‌قهرمانی |
| -------- | ------- | ----------- |
| آرژانتین | ۲۵      | ۱۳          |
| برزیل    | ۲۴      | ۱۹          |
| اروگوئه  | ۸       | ۸           |
| کلمبیا   | ۳       | ۷           |
| پاراگوئه | ۳       | ۵           |
| شیلی     | ۱       | ۵           |
| اکوادور  | ۱       | ۳           |
| مکزیک    | ۰       | ۳           |
| پرو      | ۰       | ۲           |
| بولیوی   | ۰       | ۰           |
| ونزوئلا  | ۰       | ۰           |

تیم‌های آرژانتینی ۳۸ بار به فینال جام لیبراتادوس رسیده‌اند و در ۲۵ بار آن قهرمان شده‌اند که آماری بهتر نسبت به بقیه تیم‌ها از نظر قهرمانی و عملکرد در فینال دارند. اما اگر به عملکرد کلی بنگریم تیم‌های برزیلی با ۴۱ بار به دور فینال رسیدن، بهتر هستند اما با توجه به قهرمانی کمتر (۲۴بار) نسبت به تیم‌های آرژانتینی در رده دوم هستند.

### گلزنان برتر
| Rank | Country  | Player                | Goals | Games | Goal Ratio | Debut | Clubs                                                |
| ---- | -------- | --------------------- | ----- | ----- | ---------- | ----- | ---------------------------------------------------- |
| ۱    | اکوادور  | آلبرتو اسپنسر         | 54    | 87    | 0.62       | 1960  | پنیارول بارسلونا                                     |
| ۲    | اروگوئه  | فرناندو مورینا        | 37    | 77    | 0.48       | 1973  | پنیارول                                              |
| ۳    | اروگوئه  | پدرو روچا             | 36    | 88    | 0.41       | 1962  | پنیارول سائو پائولو پالمیراس                         |
| ۴    | آرژانتین | دانیل اونگا           | 31    | 47    | 0.66       | 1966  | ریور پلاته                                           |
| ۴    | برزیل    | گابریل باربوسا        | 31    | 48    | 0.60       | 2018  | سانتوس فلامینگو                                      |
| ۶    | اروگوئه  | خولیو مورالس          | 30    | 76    | 0.39       | 1966  | ناسیونال                                             |
| ۷    | کلمبیا   | آنتونی د آویلا        | 29    | 94    | 0.31       | 1983  | آمریکا ده کالی بارسلونا                              |
| ۷    | آرژانتین | خوان کارلوس سارناری   | 29    | 62    | 0.47       | 1966  | ریور پلاته یونیورسیداد کاتولیکا اونیورسیداد سانتا فه |
| ۷    | برزیل    | لوئیز بومبانتو گولارت | 29    | 43    | 0.67       | 1998  | واسکو دوگاما کورینتیانس گرمیو سائو پائولو            |
| ۱۰   | بولیوی   | خوان کارلوس سانچز     | 26    | 53    | 0.49       | 1973  | خورخه ویلسترمن بلومینگ سن خوزه                       |
| ۱۰   | آرژانتین | لوئیس آرتیمه          | 26    | 40    | 0.65       | 1966  | ایندپندینته ناسیونال                                 |

### بیشترین بازی در جام لیبرتادورس
| رتبه | کشور     | بازیکن               | حضورها | گل‌ها | از   | تا   | باشگاه‌ها                                   |
| ---- | -------- | -------------------- | ------ | ---- | ---- | ---- | ------------------------------------------ |
| 1    | پاراگوئه | اور هوگو آلمیدا      | 113    | 0    | 1973 | 1990 | الیمپیا                                    |
| 2    | کلمبیا   | آنتونی د آویلا       | 94     | 29   | 1983 | 1998 | آمریکا ده کالی، بارسلونا                   |
| 3    | بولیوی   | ولادیمیر سوریا       | 93     | 4    | 1986 | 2000 | بولیوار                                    |
| 4    | کلمبیا   | ویلینگتون اورتیس     | 92     | 19   | 1973 | 1988 | میلوناریوس، آمریکا ده کالی، دیپورتیوو کالی |
| 5    | برزیل    | روژریو سنی           | 90     | 14   | 2004 | 2015 | سائو پائولو                                |
| 6    | اروگوئه  | پدرو روچا            | 88     | 36   | 1962 | 1979 | پنیارول، سائو پائولو، پالمیراس             |
| 7    | اکوادور  | آلبرتو اسپنسر        | 87     | 54   | 1960 | 1972 | پنیارول، بارسلونا                          |
| 7    | بولیوی   | کارلوس بورخا         | 87     | 11   | 1979 | 1997 | بولیوار                                    |
| 9    | پاراگوئه | خوان مانوئل باتاگلیا | 85     | 22   | 1978 | 1990 | سرو پورتنیو, آمریکا ده کالی                |
| 10   | کلمبیا   | الکس اسکوبار         | 83     | 14   | 1985 | 2000 | آمریکا ده کالی، ال‌دی‌یو کیتو                |